# Ujčov
Ujčov (in tedesco Uitschow) è un comune ceco situato nel distretto di Žďár nad Sázavou, nella regione di Vysočina.